# Калачов, Геннадий Викторович
Геннадий Викторович Калачов (Калачев) (1865 — не ранее 1917) — ярославский земский деятель, член Государственного совета.

## Биография
Происходил из потомственных дворян Ярославской губернии. Сын В. В. Калачова, брат Д. В. Калачова. Землевладелец Ярославской губернии (родовые 1337 десятин).
В 1885 году окончил Николаевское кавалерийское училище, откуда выпущен был корнетом в 15-й драгунский Александрийский полк.
В 1890 году вышел в запас в чине штабс-ротмистра и посвятил себя сельскому хозяйству и общественной деятельности. С 1889 года избирался гласным Ярославского уездного и губернского земских собраний, с 1890 года — почетным мировым судьей Ярославского уезда. В 1899—1903 годах был председателем Ярославской уездной земской управы. Кроме того, в разные годы состоял членом Ярославского уездного училищного совета, членом совета Ярославского Екатерининского дома призрения ближнего, председателем и казначеем Ярославского уездного попечительства детских приютов, членом Ярославского лесоохранительного комитета и директором Ярославского губернского попечительства о тюрьмах комитета. Входил в Сельскохозяйственный совет Главного управления землеустройства и земледелия.
С 1896 года состоял членом Ярославского отделения Крестьянского поземельного банка и Московского отделения Дворянского земельного банка. В 1903 году, будучи приглашен в качестве члена от дворянства принять участие в совете Дворянского земельного банка, переехал в Санкт-Петербург. В 1904 году был назначен членом совета этого банка от Министерства финансов, а в 1906 году — членом совета Крестьянского поземельного банка. В 1909 году был награжден чином действительного статского советника, а в 1910 году назначен членом совета Министерства финансов.
5 февраля 1910 года избран членом Государственного совета от Ярославского губернского земства на место умершего А. И. Яковлева (переизбран в 1912 году). Входил в группу центра, с марта 1911 года — в кружок внепартийного объединения. Состоял членом финансовой комиссии и нескольких особых комиссий по законопроектам. В 1915 году выбыл из состава Госсовета за окончанием срока полномочий.
В 1914 году был избран ярославским уездным предводителем дворянства, в 1915—1917 годах исправлял должность губернского предводителя дворянства. С 1914 года состоял членом Романовского комитета по призрению сирот сельского населения. В 1916—1917 годах входил в Постоянный совет Объединенного дворянства, 10 марта 1917 года участвовал в заседании Постоянного совета, призвавшего дворян поддержать Временное правительство.
Судьба после 1917 года неизвестна. Был женат на княжне Варваре Дмитриевне Урусовой, дочери князя Д. С. Урусова и сестре князя С. Д. Урусова.

## Награды
- Орден Святого Станислава 2-й ст. (1905)
- Орден Святой Анны 2-й ст. (1908)
- Орден Святого Станислава 1-й ст. (1912)
- Орден Святой Анны 1-й ст. (1914)